# Leitfadeninterview
Das Leitfadeninterview, auch leitfadengestütztes Interview, ist eine Befragungstechnik der qualitativen empirischen Sozialforschung. Bei einem Leitfadeninterview werden zwar vorher festgelegte Fragen gestellt, die jedoch sehr offen beantwortet werden können. Die Vorgehensweise ist damit weniger strikt als in den meisten anderen Befragungsmethoden der empirischen Sozialwissenschaft.
Im Leitfadeninterview werden keine Antwortmöglichkeiten gegeben, die interviewten Personen können frei berichten, kommentieren und erklären. Der Vorteil dieser Methode liegt darin, dass der Interviewer mittels seines Fragenkatalogs zwar konkrete Fragen stellt, die interviewte Person kann aber offen antworten und das Gespräch eventuell auch auf neue Gesichtspunkte richten und das gesamte Interview erweitern. Der Interviewer hat also die Aufgabe, das Interview durch den Leitfaden zu steuern, die Reihenfolge der Fragestellung ist aber nicht zwingend einzuhalten. 
Eine besondere Form des Leitfadeninterviews ist das Experteninterview.  